# Håkan Loob
Håkan Per Loob (født 3. juli 1960 i Visby, Sverige) er en svensk tidligere ishockeyspiller, og olympisk guldvinder med Sveriges landshold.
Bergqvist spillede på klubplan størstedelen af sin karriere i hjemlandet hos hockeyligaklubben Färjestad. Han tilbragte også seks år i den nordamerikanske NHL-liga hos Calgary Flames. Han vandt Stanley Cup-titlen med klubben i 1989.
Med det svenske landshold vandt Loob guld ved OL 1994 i Lillehammer. Derudover blev det til guld ved både VM 1987 i Østrig og  ved VM 1991 i Finland.

## OL-medaljer
- 1994:  Guld

## VM-medaljer
- 1987:  Guld
- 1991:  Guld
- 1990:  Sølv